# ريبيرو داس نيفيس
ريبيرو داس نيفيس هي بلدية برازيلية تقع في ولاية ميناس جرايس. تنتمي المدينة إلى المنطقة الصغيرة مترو بوليتانا دي بيلو هوريزونتي في بيلو هوريزونتي. معظم السكان يتنقلون عادة إلى بيلو هوريزونتي. بلغ تعداد سكان البلدية عام 2018 إلى 331،045.
يوجد في المدينة حاليًا بعض المصانع التي تعزز نمو البلدية، وزيادة التجارة، مع العديد من الحانات، ومطاعم البيتزا، وصالونات التجميل، ومحلات السوبر ماركت، والمتاجر، والعديد من البنوك.